# Ed Wood (engenheiro)
Ed Wood (1 de março de 1968) é um engenheiro britânico que já trabalhou nas equipes de Fórmula 1 da Ferrari, Renault e Williams.

## Carreira
Em 1987 ele se tornou mecânico trabalhando em motocicletas de F1, Superbikes e MotoGP até 1990, quando foi para os carros de Le Mans na TWR Jaguar Group C por um ano. Depois de obter seus dois graus, ele se tornou engenheiro da Ferrari até 2000, quando foi para a Renault como engenheiro de desenvolvimento sênior. Em 2003, tornou-se projetista chefe da Prodrive até ingressar na Williams como projetista chefe em março de 2006, onde permaneceu até se demitir em maio de 2018. Sua função era coordenar o processo de projeto do carro da equipe.

## Educação
Wood esteve na Universidade de Manchester entre 1991 e 1995, para estudar engenharia mecânica. Posteriormente, ele então se mudou para a Universidade de Oxford para fazer um doutorado em engenharia científica entre 1995 e 1998.

## Vida pessoal
Wood mora com sua esposa Wendy e seus dois filhos, em Witney, Oxfordshire.